# Affaire de la garde corse

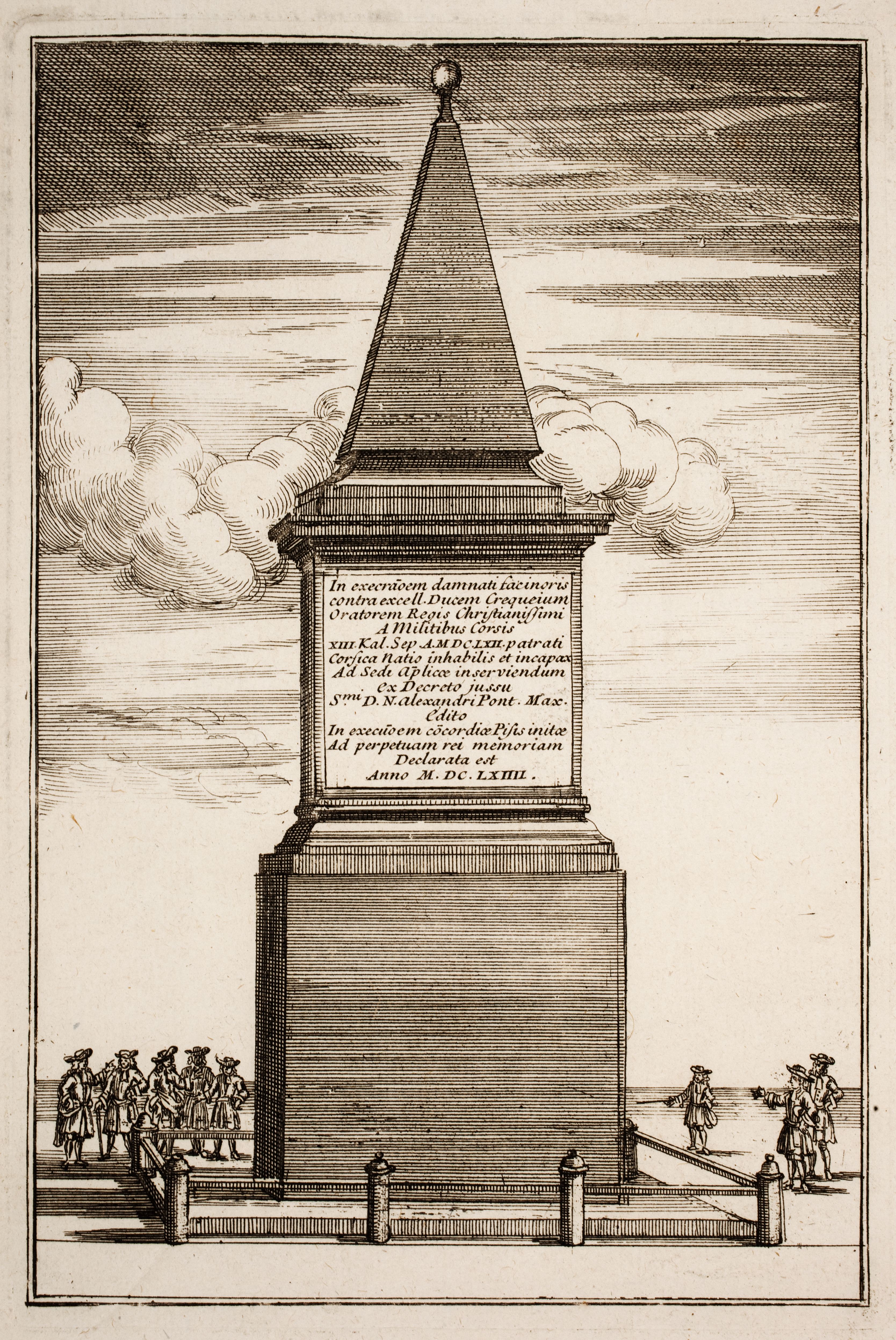
Monument à Rome commémorant l'affaire de la Garde corse en 1662, 1664-1668

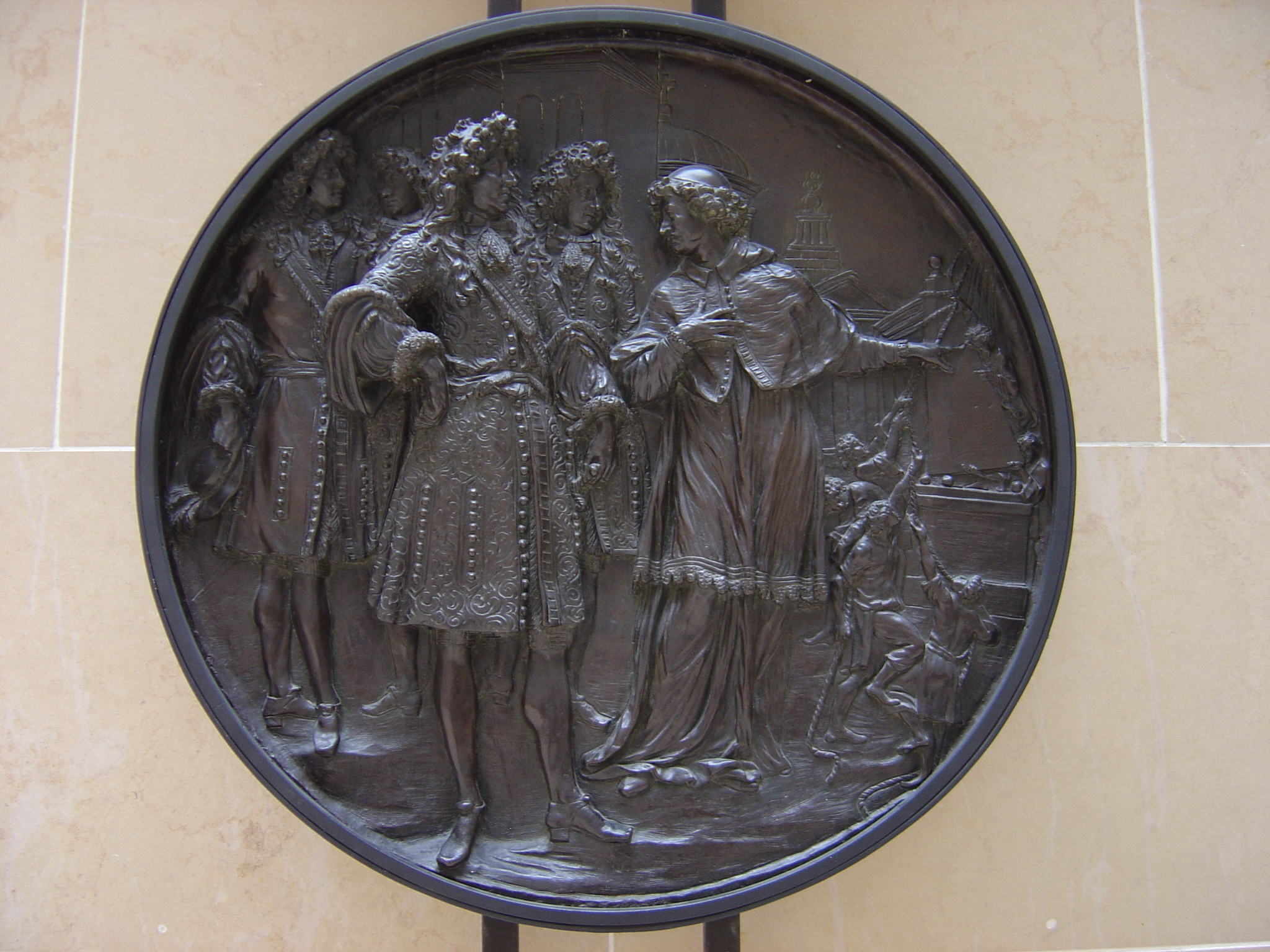
Médaillon en bronze sculpté d'après un dessin de Pierre Mignard et commémorant la destruction, en 1668, de la pyramide expiatoire élevée à Rome après le traité de Pise de 1664 (Musée du Louvre).

Pour un article plus général, voir Garde corse.
L'affaire de la garde corse est une illustration de la volonté de Louis XIV d'imposer sa puissance aux autres souverains européens.
Le 20 août 1662, des soldats de la garde corse du pape Alexandre VII en viennent aux mains avec les Français chargés de la protection de l’ambassade de France à Rome. Des coups de feu sont tirés sur le carrosse de l’ambassadeur, le duc Charles III de Créquy, faisant plusieurs morts et blessés, dont un des pages du duc. 
Quelque temps plus tôt, un malfaiteur avait été arrêté dans les jardins de la villa du cardinal Rinaldo d'Este par les gardes corses sur ordre du cardinal Flavio Chigi, le propre neveu du pape Alexandre VII. Fort courroucé, Rinaldo d'Este fait appel à des ministres étrangers à des fins d’arbitrage. C'est ainsi que le duc de Créquy est envoyé par Louis XIV comme ambassadeur extraordinaire pour régler le conflit entre le cardinal et les gardes du pape. Il était alors accompagné de plusieurs soldats. La situation dégénère lorsque certains de ces soldats injurient et rouent de coups deux gardes corses dans un cabaret romain. Une sanction est prononcée par le duc à l’encontre des auteurs de la rixe, mais elle ne parait pas suffisante au souverain pontife, ni surtout à ses gardes, lesquels entendent laver eux-mêmes l’affront, ce qui débouche sur l’incident du 20 août 1662.
Le pape ne réagissant pas, Louis XIV ordonne à l'ambassadeur de quitter Rome et éloigne de Paris le nonce apostolique Celio Piccolomini : c'est quasiment la rupture diplomatique. De son côté, le parlement d'Aix décide l'annexion d'Avignon, alors possession papale, au royaume de France.
Le 12 février 1664 intervient un accord, le traité de Pise. Le gouverneur de Rome doit se rendre à Paris pour fournir des explications, la garde corse est dissoute et une pyramide édifiée à l'endroit où l'attentat avait été commis. Enfin le légat pontifical, le cardinal Chigi, vient s'excuser publiquement devant Louis XIV le 29 juillet 1664. À la suite de quoi la France rend Avignon au pape.
Sur la pyramide, une inscription latine déclare la nation corse « inapte et incapable de servir le siège apostolique ».

## Représentations artistiques
La pyramide est détruite quatre ans après son édification sur ordre du pape Clément IX. Ainsi, du souvenir de cette histoire ne subsiste plus que la tapisserie L'Audience du légat , un tableau dans la galerie des Glaces et une plaque de bronze au musée du Louvre.
Restent également, en souvenir de cette affaire, des médailles qui ont été frappées le jour de la construction de la pyramide , de sa destruction et une dernière pour l'Audience du pape.

## Les faits
L’affaire des Gardes corses met en quelque sorte un terme à la Guardia Corsa Papale en tant qu’institution, le 20 août 1662, sans que les Corses ne quittent pour autant Rome.
De 1662 à 1689, le siège de l’ambassade de France à Rome est au palais Farnese que le duc de Parme met à disposition de son allié Louis XIV. Les ambassadeurs sont tous de grands seigneurs français et ont un rôle de premier plan dans la vie romaine. Arrivé à Rome le 21 mai 1662, le duc Charles III de Créqui, escorté de quatre-vingt carrosses, ouvre ainsi le temps d’une ambassade de France prestigieuse. En effet, cette venue en grande pompe dans la Cité éternelle est en partie due à la volonté du pape Alexandre VII et du roi Louis XIV d’apaiser leurs relations, Fabio Chigi (Alexandre VII) étant issu du parti pro-autrichien. Cependant, l’ambassadeur de France est accompagné de personnages querelleurs et provocateurs qui, non contents de bénéficier de l’extraterritorialité pour l’ensemble du quartier du palais Farnese, multiplient les incidents (les provocations) envers les Corses. Cet événement met parfaitement en exergue la repolarisation du pouvoir en Europe, à la suite du traité de Münster (24 octobre 1648) imposant la France (principalement) comme la nouvelle puissance européenne et l’affaiblissement du pouvoir de la papauté et des Habsbourg.

## Que s’est-il réellement passé?
À l'origine, une simple altercation entre des gardes pontificaux corses et des militaires de l'ambassade de France à Rome finit par dégénérer en incident diplomatique, mettant en émoi l'Europe entière, avec un risque de guerre entre États.
Les soldats corses de la garde, concernés par cet incident, appartenaient aux compagnies des capitaines Franchi et Savelli. Jusqu'à cette date du 20 août 1662, la garde corse avait eu un comportement relativement normal, si l'on excepte les quelques incidents mineurs, arrivant parfois dans les villes de garnisons.
Le dimanche 20 août 1662, vers dix-neuf heures, les officiers des sbires pontificaux de Campo di Fiori furent prévenus que Corses et Français étaient aux prises aux environs du pont Sisto, et que d'autres insulaires se dirigeaient en armes du côté de la place Farnese. Deux ou trois soldats corses de la compagnie Alfonso Franchi, qui se trouvaient en Trastevere, passant près de l'église Santa Dorotea, rencontrèrent trois gardes de l'ambassade, les uns se dirigeant vers la Porta Settimiana, les autres vers le Ponte Sisto. Les Français interpellèrent les Corses les traitant de sbires et de mouchards du pape et les agressèrent à coups de crosse d'arquebuse. Les Corses insultés répondirent qu'ils étaient des soldats d'honneur. Une rixe s'engagea, mais les combattants se séparèrent sans qu'aucun d'eux ne fut gravement blessé. En traversant le pont Sisto, les Français, tenant encore leur épée en main, aperçurent un soldat corse, Giovanni da Calenzana, assis près du pont ; ils se précipitèrent sur lui, Giovanni se défendit, mais fut blessé. Deux autres soldats corses qui passaient à proximité lui portèrent secours et mirent en fuite les Français qui rejoignirent le palais Farnese.
Un groupe de Français, particulièrement excités, quitta alors le palais Farnese pour rechercher Giovanni da Calenzana. Pendant ce temps, au quartier des Corses, le bruit courut que Giovanni de Calenzana et Giovan Battista d'Ajaccio avaient été tués (ce qui était inexact à ce moment précis puisqu’il ne mourut que douze jours plus tard) et que les gens de l'ambassade se dirigeaient vers leur casernement – Trinità dei Pellegrini – pour l'incendier. Des soldats de la compagnie Savelli ayant rejoint leurs compatriotes, une centaine de militaires corses particulièrement remontés se répandit à travers les rues en direction de l'ambassade. Dans l'intervalle, la meute des Français avait reflué vers le palais.
Les officiers et les gardes des compagnies corses avaient bien essayé de retenir leurs hommes à la caserne, mais en vain, le caporal Pietro d'Oletta ne réussissant à faire entendre raison qu'à une vingtaine d'hommes sur les 160 concernés. Le capitaine Alfonso Franchi, qui commandait les deux compagnies en l'absence de son collègue Savelli, réussit à en ramener le plus grand nombre, mais une quarantaine se déroba. Au moment où le duc de Créqui, revenant d'une visite aux princesses Borghese, regagnait l'ambassade en carrosse vers 19 h 30, des détonations retentirent dans le quartier. Il réussit à rétablir le calme lorsque, tout à coup, plusieurs volées de mousqueterie éclatèrent sur la place Farnese, faisant un mort et un blessé parmi les passants. Les Corses parvenus face au palais ouvrirent le feu sur le bâtiment, ce qui entraîna la riposte des Français. L'on dénombra encore des victimes.
Peu après, dans la soirée, deux carrosses pénétrèrent sur la place. Dans l'un d'eux se trouvait la femme de l'ambassadeur. Des Corses placés en embuscade les prirent pour cible, une décharge tua l'un des pages de l'ambassadeur et blessa son capitaine des gardes, Antoine de Boys, qui décéda le lendemain. La duchesse se refugia chez le cardinal d'Este qui la ramena, accompagnée de nombreux valets en armes, au palais Farnese.
Vers 21 heures, le calme revint sur le quartier de l'ambassade. En moins d'une heure, le bilan de cette journée du 20 août 1662 s'établit à une quinzaine de victimes, entre morts et blessés (plusieurs blessés succombèrent, portant le nombre total des morts à 10). Parmi les morts, deux soldats corses : Giovanni de Calenzana et Giovan Battista d'Ajaccio. Don Mario Chigi, général des troupes pontificales, diligenta immédiatement une enquête. Le duc de Créqui accusait les ministres pontificaux d'avoir fomenté l'attentat. Pour calmer les esprits, le casernement des compagnies corses fut délocalisé de la Trinità dei Pellegrini au quartier Capo le case. Le duc de Créqui aurait voulu que les soldats corses fussent tous enfermés au Castel Sant’Angelo, mais le pape refusa. Compte tenu des mesures prises par l'ambassadeur de France, visant à renforcer l'effectif des militaires présents au palais Farnese, le pape décida de prendre de nouvelles dispositions pour prévenir un nouvel affrontement armé. Dans ce but, il augmenta l'effectif de la garnison de Rome qui se composait jusqu’ici de deux cents Corses et de huit cents Italiens. Les renforts se composaient de trois cents autres Corses, ce qui passa pour une provocation. Face à cette attitude des autorités pontificales et nonobstant les assurances données par le souverain pontife, le duc de Créqui quitta la capitale pour la France. Louis XIV se prépara pour un affrontement armé. Une fois de plus, il appliquait à la lettre la devise qui était gravée sur ses canons : « ULTIMA RATIO REGUM » (« [la force est] le dernier argument des rois »). En 1664, à Parme, les militaires français étaient au nombre de 3 500… En France, le roi avait concentré près de 30 000 cavaliers et de nombreuses pièces d'artillerie.

## Louis XIV et le Traité de Pise
Un procès en forme parodique se déroula du 21 août au 21 novembre 1662 contre dix-huit Corses. Matheo Pietralba fut exécuté immédiatement à titre d'exemple. La plupart des soldats corses désertèrent. Certains, rattrapés dans les villes de Viterbe, Pérouse, Pistoia et Livourne, furent emprisonnés puis soumis à la question. Le pape avait suspendu le droit d'asile et même autorisé, contre eux, l'emploi de la torture extraordinaire, la veglia.
Outre le grand nombre de blessés et de morts, le fait majeur est l'affront fait à un représentant officiel de la France par les soldats du pape. Le Roi Soleil réunit un conseil de crise (le 29 août 1662) où bon nombre de membres optèrent pour embastiller le nonce apostolique, le cardinal Celio Piccolomini (cependant, l’embastillement ne sera pas effectif ; en effet, Henri-Auguste de Loménie, dit Brienne, lui conseille de se retirer à Meaux. On comprend ainsi la période d’hésitation autour de l’expulsion du nonce qui suit l’incident. L’ordre définitif d’expulsion sera arrêté par le Conseil du roi le 11 septembre 1662 et la sortie du Royaume sera définitive le 2 octobre 1662, en Savoie où il restera dix mois à Chambéry). Diplomatiquement, Louis XIV demanda des excuses publiques et la dissolution de la Garde corse. Quoique le pape ait été conscient des répercussions de l’attentat, Rome étant principalement composée d’anciennes familles princières et de cardinaux, la désinvolture du style employé dans la lettre qu’il adressa à Louis XIV ne fut pas sans exaspérer le roi qui demandait pendaisons, mises aux galères et excuses publiques. Les mesures prises par le pontife furent insatisfaisantes ; les Français accusèrent le chef des gardes pontificales, Don Mario Chigi (frère du pape Alexandre VII et père du Cardinal Flavio Chigi) et le gouverneur de Rome, le cardinal Lorenzo Imperiale, d'être responsables de l'attentat. Le pape resta sans réaction ; le duc de Créquy et le cardinal d'Este quittèrent alors précipitamment Rome pour s'installer sur le territoire du grand-duc de Toscane.
Le traité de Pise, signé le 12 février 1664, comportait parmi ses quinze articles les excuses publiques du pape portées au Louvre par le cardinal Lorenzo Imperiale, gouverneur de Rome, et le cardinal Flavio Chigi (neveu du pape), la dissolution de la garde corse avec déclaration signée par le pape et l'érection d'une pyramide d’infamies portant une inscription rappelant l'offense et la réparation, en marbre noire, (située très précisément face à la Caserne corse de la Trinità dei Pellegrini) en mémoire du triomphe de Louis XIV sur le site de la caserne corse (pyramide qui sera détruite plus tard).
Les articles dudit traité concernant les Corses sont exprimés en ces termes :
« Article XII : Toute la Nation corse sera déclarée incapable à jamais de servir, non seulement dans Rome, mais aussi dans l’État Ecclésiastique, et le Barigel de Rome sera privé de sa charge, et chassé.
Article XIII : Il sera élevé une pyramide à Rome vis-à-vis l’ancien Corps-de-garde des Corses, avec une inscription dans les termes concertés, qui contiendra en substance le Décret rendu contre la Nation corse. »
Le Roi Soleil avait bien obtenu le licenciement de la garde corse. La compagnie Franchi fut licenciée à Civitavecchia et embarquée pour la Corse à la mi-septembre 1662. Toute l'unité, sous les ordres du capitaine Franchi, quitta la caserne de Capo le Case où les soldats corses avaient été assignés après l'incident, traversa la ville en passant par la place Farnese, avec ses armes, au son du tambour et drapeau au vent, comme pour montrer à tous et surtout aux personnels de l'ambassade de France qu'ils quittaient Rome, en soldats disciplinés, avec les honneurs militaires, et non comme des soldats vaincus et humiliés. Il n’en reste pas moins que la pyramide expiatoire, exigée par le Roi Solei1, fut érigée en 1663 en face du corps de garde des Corses avec l'inscription latine suivante :
« IN EXECRATIONEM DAMNATI FASCINORIS / CONTRA EXC. DUCEM CREQUEIUM / ORATOREM REGIS CHRISTIANISSIMI/ A MILITIBUS CORSI/ XIII KAL. SEPTEMBRIS. ANNO. M. DC. LXII PATRATI/ CORSICA NATIO INHABILIS ET INCAPAX/ AD SEDI APOSTOLICAE INSERVIENDUM/ EX DECRETO/ JUSSU Smi D.N. ALEXANDRI VII. PONT. MAX. EDITO/ IN EXECUTIONEM CONCORDIAE PISIS INITIAE/ AD PERPETUAM REI MEMORIAM DECLARATA EST/ ANNO M.DC. LXIV ».
« En exécration de l'odieux forfait accompli le 20 août 1662 par les soldats corses contre le duc de Créqui, ambassadeur du roi très chrétien. La Nation corse, pour perpétuer la mémoire de cet événement, a été déclarée inhabile et incapable de servir le Siège Apostolique par décret rendu par ordre de notre très Sérénissime Seigneur Alexandre, pape, en exécution de la paix de Pise. 1664 »
La pyramide sera abattue en 1668, sous le pontificat de Clément IX, avec l’autorisation du roi Louis XIV, les relations entre le royaume de France et la Papauté s’étant considérablement améliorées.
Le roi de France triomphait ; il ne devait cependant pas oublier de défendre le sort de tous ceux qui l'avaient soutenu, en particulier les familles Este et Farnese.
Parti de Rome en mars, le cardinal Flavio Chigi fut reçu par Louis XIV le 29 juillet 1664 pour la cérémonie des excuses à Fontainebleau.
En dehors des excuses publiques, le traité apportait peu à la France. Le Roi voulait montrer au pape que nul ne pouvait rivaliser avec la Cour de France ; par là-même, il prouvait et assurait la majesté de la Couronne. Le roi affirmait ainsi sa devise : « Nec pluribus impar » (« Supérieur à la plupart ») sur le devant de la scène internationale.

### Articles externes
- La garde corse sur corsicanews
- L’affaire des gardes corses du pape sur Albania